# Giancarla Trevisan
Giancarla Trevisan (* 17. Februar 1993 in Laguna Niguel, Kalifornien) ist eine italienische Sprinterin, die sich auf den 400-Meter-Lauf spezialisiert hat.

## Sportliche Laufbahn
Erste internationale Erfahrungen sammelte Giancarla Trevisan bei den IAAF World Relays 2019 in Yokohama, bei denen sie mit der italienischen 4-mal-400-Meter-Staffel in 3:27,32 min den dritten Platz hinter den Teams aus Polen und den Vereinigten Staaten belegte und in der Mixed-Staffel verhalf sie dem Team zum Finaleinzug. Anfang Oktober startete sie in beiden Staffelbewerben bei den Weltmeisterschaften in Doha, verpasste dort aber mit 3:27,57 min bzw. 3:16,52 min jeweils den Finaleinzug. Bei den World Athletics Relays 2021 im polnischen Chorzów siegte sie in 3:16,60 min mit der Mixed-Staffel. Im Jahr darauf startete sie mit der Staffel bei den Mittelmeerspielen in Oran und siegte dort in 3:29,93 min. 2023 startete sie mit der 4-mal-400-Meter-Staffel bei den Weltmeisterschaften in Budapest und belegte dort in 3:24,98 min den siebten Platz. Bei den World Athletics Relays 2024 in Nassau wurde sie in 3:27,51 min Sechste in der Finalrunde über 4-mal 400 Meter und sicherte damit der italienischen Frauenstaffel einen Startplatz bei den Olympischen Spielen in Paris. Im Juni schied sie bei den Europameisterschaften in Rom mit 52,59 s im Halbfinale über 400 Meter aus und gelangte im Staffelbewerb mit 3:23,40 min auf Rang vier. Im August wurde sie bei den Olympischen Sommerspielen in Paris in 3:11,84 min Sechste in der Mixed-Staffel und schied mit der Frauenstaffel mit 3:26,50 min im Vorlauf aus.
2019 wurde Trevisan italienische Meisterin im 400-Meter-Lauf sowie 2023 in der 4-mal-400-Meter-Staffel. Zudem wurde sie 2022 Hallenmeisterin in der 4-mal-400-Meter-Staffel.

## Persönliche Bestzeiten
- 400 Meter: 51,91 s, 22. Juli 2023 in Bellinzona
  - 400 Meter (Halle): 53,35 s, 12. Februar 2022 in Birmingham